# 富士学苑中学校・高等学校
富士学苑中学・高等学校（ふじがくえんちゅうがっこう・こうとうがっこう）は、山梨県富士吉田市緑ケ丘一丁目にある私立中学校・高等学校。通称「FUJIGAKU」、「富士学」（ふじがく）、「富士学苑」。

## 沿革
- 1957年（昭和32年）2月 - 月江寺住職の山田秀峰、富士商業学校開設
- 1962年（昭和37年）12月 - 富士商業高等学校開校
- 1963年（昭和38年）10月 - 普通科設置に伴い校名を富士学苑高等学校と改める
- 1968年（昭和43年） 
  - 3月 - 山田秀峰理事長・校長死去
  - 4月 - 山田紀彦、第2代理事長・校長に就任
- 1974年（昭和49年）4月 - 普通科学級増
- 1975年（昭和50年）6月 - 西館竣工、第一校庭整備
- 1980年（昭和55年）6月 - 本館玄関・図書館増改築
- 1983年（昭和58年）3月 - 普通科学級増
- 1984年（昭和59年）6月 - 鳴沢グラウンド完成
- 1986年（昭和61年） 
  - 5月 - 鳴沢グラウンド夜間照明設備完成、青漂淙合高等学校（韓国）と姉妹校締結
  - 6月　- ワープロ教室完成
- 1987年（昭和62年）10月 - 鳴沢グラウンド屋内練習場完成
- 1989年（平成元年）1月 - 体育館（秀敬館）完成
- 1992年（平成4年）4月 - コンピューター館完成
- 1993年（平成5年）4月 - 代々木ゼミナールサテライン授業導入
- 1995年（平成7年）3月 - 茶室（園明庵）完成
- 1997年（平成9年）11月 - スワンクリスチャン高等学校（オーストラリア）と姉妹校締結
- 1998年（平成10年）3月 - 駐輪場完成
- 2000年（平成12年）11月 - 特別進学棟完成
- 2003年（平成15年） 
  - 3月 - 音楽室完成
  - 10月 - 全校舎耐震大リニューアル工事完成
  - 11月 - 創立40年記念式典
- 2004年（平成16年）6月 - 生徒のための談笑スペース完成
- 2010年（平成22年）4月 - 中学校開校
- 2010年（平成22年）4月 - 第1回 中学・高校合同入学式
- 2011年（平成23年）4月 - 第3代学校長に 後藤 茂 が就任
- 2013年（平成25年）3月 - 第1回 富士学苑中学校卒業式
- 2013年（平成25年）10月 - 創立50周年記念式典
- 2013年（平成25年）12月 - 山田紀彦 理事長逝去
- 2013年（平成25年）12月 - 山田芙紗子 第3代理事長就任
- 2015年（平成27年）12月 - エルサルバドル　サンミゲル学園と姉妹校締結

## 学科
- 中学校（普通科）
- 高等学校（普通科）
  - 特別進学コースA（有名国立大学などを進学目標としたコース）
  - 特別進学コースS（有名私立大学を進学目標としたコース）
  - 総合進学コース（大学、短大　専門学校など幅広い進学先を目標としたコース）
  - キャリア実践コース（主に就職を目標としたコース）

## 部活動
運動部は女子バスケットボール部が、インターハイとウインターカップ（全国高校選手権）の常連。野球部も強く、夏の選手権大会山梨大会で、決勝へ進んだ実績を持つ（後述）。加えて、女子柔道部も強豪として知られている。2019年にはエースの黒田亜紀などの活躍により、女子では史上2校目となる高校団体3冠(全国高校選手権、金鷲旗、インターハイ)を達成した。また、女子57㎏級の舟久保遥香は世界ジュニアで史上初となる大会3連覇を達成した。外処茅優は世界ジュニア44㎏級、結城彩乃は世界カデ63㎏級でそれぞれ優勝した。さらに、渡辺聖未はフィリピン代表としてグランドスラム・パリ63㎏級で3位になった。
また文化部は県内の高校では初となるジャズクラブを2003年に結成。浅草JAZZコンテストなどに出演している。
硬式野球部は過去4度山梨大会決勝に進出する強豪である。しかし、4回ともあと一歩のところで甲子園初出場を逃している。
- 1993年、準々決勝の日川高校戦を6-3、準決勝の東海大甲府戦を延長12回の末に6-4で制し、初の決勝進出を果たした。しかし決勝の甲府工業戦では打ち込まれ（0-9）、あと一歩で甲子園出場を逃す。
- 翌1994年では準々決勝の機山工業（現・甲府城西）戦を10-7（延長10回）、準決勝の駿台甲府戦を11-0で制し、2年連続で決勝に進出する。しかし決勝の市川高校戦に2-3で惜敗し、またしても準優勝に終わった。
- 2010年には準々決勝で桂高校戦を7-6（延長10回）、準決勝の甲府工業戦では逆転サヨナラ満塁本塁打を放って勝利する（5-4）という劇的な形で16年ぶりに決勝へ進出したが、日川高校に3-4で敗れた。
- 2021年には準々決勝でこの年の春季大会優勝校駿台甲府に9‐5、準決勝で(独自大会となった2020年を除いて)夏の山梨大会4連覇中の山梨学院に4‐2で競り勝ち11年ぶり決勝に進出するも、日本航空高校に1‐2で惜敗した。

## 著名な出身者
- 舟久保遥香 - 柔道家
- 外処茅優 - 柔道家
- 結城彩乃 - 柔道家
- 渡辺聖未 - 柔道家
- 黒田亜紀 - 柔道家
- 杉田勇 - プロ野球選手
- 渡邊佑樹 - プロ野球選手
- 鈴木佑捺 - 乃木坂46
- 手島菜月（旧姓：佐々木） - ボウリング選手
- 鈴木亜季 - ボウリング選手
- 櫻木千華 - バスケットボール選手
- 佐藤梓 - バスケットボール選手
- 羽田真実 - バスケットボール選手
- 池谷悠希 - バスケットボール選手
- 渡邊愛加 - バスケットボール選手

## 体罰問題
- 2018年12月には女子バスケットボール部の監督を務める63歳の男性教諭が、複数の部員に対して脛を蹴るなどの暴行を加えたり、「死ね」「熱中症になれ」などの暴言を吐いたりするなどの体罰を行っていたことが明らかになった。学校側はこの教諭について、監督を解任すると共に、2019年3月までの停職処分とした[4]。

- 2019年9月には柔道部の練習中に上級生2名が下級生に暴力を加えたことを容認したとして、全柔連が監督の矢嵜雄大に対して6か月に渡る指導者資格停止処分を下した。これに対して、学校側は暴力行為を否定しており、日本スポーツ仲裁機構や東京地方裁判所に処分の無効を訴える予定だという[5][6]。その後、上級生は傷害容疑で富士吉田警察署により書類送検されたが[7]、不起訴処分となった[8]。2020年7月からは透明性を高めるために、Zoomを利用して道場での練習風景を保護者に公開するようになった[9]。